# Hermione Lee
Dame Hermione Lee, GBE (* 29. Februar 1948 in Winchester, England) ist eine englische Autorin, Biografin, Kritikerin und Literaturwissenschaftlerin. Sie war bis 2008 Professorin für englische Literatur an der University of Oxford  und von 2008 bis 2017 Präsidentin des Wolfson College (Oxford). Lee wurde vor allem durch ihre umfassende Biografie über die Schriftstellerin Virginia Woolf bekannt.

## Leben und Werk
Hermione Lee wuchs in London auf. 1968 graduierte sie mit dem Master of Arts (MA) am St Hilda’s College und 1970 mit dem Master of Philosophy (MPhil) am St Cross College der University of Oxford. Ihre akademische Karriere begann sie ab 1970 mit einem Lehrauftrag in Williamsburg, Virginia. Von 1971 bis 1977 hielt sie Vorlesungen an der University of Liverpool. Ab 1977 lehrte sie an der University of York, wo sie zwanzig Jahre Vorlesungen als Dozentin und Professorin für englische Literatur hielt. 1998 wurde sie auf den Goldsmiths-Lehrstuhl für englische Literatur berufen und Fellow am New College der Universität Oxford.
1977 publizierte sie ihr erstes Buch The Novels of Virginia Woolf. Es folgten kritische Studien über Elizabeth Bowen und Philip Roth. Ihre profunde Virginia-Woolf-Biografie gewann 1997 den British Academy's Rose Mary Crawshay Prize für englische Literatur. 2003 wurde sie mit dem Order of the Companions of Honour (CH) für Literaturwissenschaften geehrt. 2006 war sie Vorsitzende im Komitee des Booker Prize. 2007 erhielt sie die Ehrendoktorwürde der University of York. Sie ist Fellow der Royal Society of Literature, der British Academy und der  American Academy of Arts and Sciences. Von 2008 bis 2017 war Dame Hermione Lee Präsidentin des Wolfson College, Oxford.
Neben biografischen Arbeiten befasst sich die Autorin mit Frauenliteratur sowie erzählender Literatur des 19. und 20. Jahrhunderts und der Schriftstellerei des Postkolonialismus. 2007 erschien ihre Biografie über Edith Wharton und 2013 die über Penelope Fitzgerald.
Lee ist mit dem emeritierten Professor für englische Literatur der University of Leeds, John Barnard, verheiratet.

## Ehrungen
- 2003: Commander des Order of the British Empire (CBE)
- 2013: Dame Commander des Order of the British Empire (DBE)
- 2014: James Tait Black Memorial Prize für Penelope Fitzgerald: A Life[3]
- 2015: Plutarch Award für Penelope Fitzgerald. A Life[4]
- 2022: Dame Grand Cross des Order of the British Empire (GBE)

## Werke
- The Novels of Virginia Woolf (1977)
- Elizabeth Bowen: An Estimation (1981)
- Philip Roth (1982)
- Willa Cather: Double Lives (1989)
- Virginia Woolf (1996)
- Body Parts (2002)
- Edith Wharton (2007) Vintage, Neuauflage 2008, ISBN 978-0-09-976351-2.
- Penelope Fitzgerald. A Life. Chatto & Windus, London 2013, ISBN 978-0-7011-8495-7
- Tom Stoppard: A Life. Faber & Faber, London 2020, ISBN 978-0-571-31443-0

### Deutschsprachige Veröffentlichungen
- Virginia Woolf. Fischer Verlag, Frankfurt a. M. 1999. Als Taschenbuch 2006: ISBN 3-596-17374-4.
- Elisabeth Bowen. Portrait einer Schriftstellerin. Schöffling, Frankfurt a. M. 2001, ISBN 3-89561-607-9.